# Araguaya (есмінець)

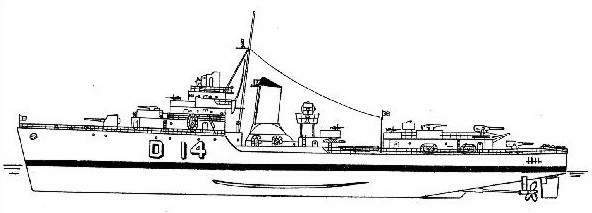
Схематичне зображення есмінця «Арагуая»

«Арагуая» (порт. Araguary) — військовий корабель, ескадрений міноносець типу «Амазонас», що перебував на озброєнні військово-морського флоту Бразилії у 1940—1970-х роках.
«Арагуая» був закладений 20 липня 1940 року на верфі компанії Arsenal de Marinha do Rio de Janeiro у Ріо-де-Жанейро. Будівництво здійснювалося за модифікованим британським проєктом есмінців типу «H» разом із використання американського обладнання та озброєння, насамперед артилерії головного калібру, для заміни шести застарілих есмінців типу «Журуа». 14 липня 1946 року він був спущений на воду, а 3 жовтня 1949 року увійшов до складу ВМС Бразилії.

## Історія служби
31 січня 1953 року корабель увійшов до складу 2-го дивізіону 1-ї ескадри міноносців. Тоді номер корабля було змінено на D-14. У 1957—1958 роках есмінець пройшов модернізацію: одна 127-мм гармата і дві 20-мм гармати «Ерлікон» було демонтовано, замість них встановлено здвоєну гарматну установку калібру 40 мм (на базі Mark 1 Mod 6); четверні торпедні апарати також були замінені на два потрійні Mark 14 Mod 12. Радіоелектронне обладнання також було модернізовано, включаючи заміну двох РЛС кругового огляду на AN/SPS-4 і AN/SPS-6C з IFF, а також додавання РЛС управління вогнем артилерії Mk 28 для системи управління вогнем Mk 33 Mod 38 і двох приладів наведення Mk 51 для 40-мм гармат. У результаті цих змін водотоннажність корабля зросла до 1450 тонн (стандартна) і 2180 тонн (повна).
У 1963 році була проведена реорганізація структури ВМС Бразилії, в результаті якої «Арагуая» підпорядкували командуванню 21-го дивізіону 2-ї ескадри міноносців. У 1971 році есмінець брав участь у навчаннях «Юнітас XII». 1974 року есмінець було вилучено зі списку флоту.